# Aneomochtherus flavicornis
Aneomochtherus flavicornis là một loài ruồi trong họ Asilidae. Aneomochtherus flavicornis được Ruthe miêu tả năm 1831.